# Stanford (Montana)
Stanford è una città degli Stati Uniti d'America situata in Montana, nella contea di Judith Basin.